# 劉家駒
劉家駒（1900年—1977年9月4日），藏名格桑群覺，中华民国及中华人民共和国政治人物、学者，原籍四川省巫山縣（現屬重慶市），四川省巴安縣（現巴塘县）人。

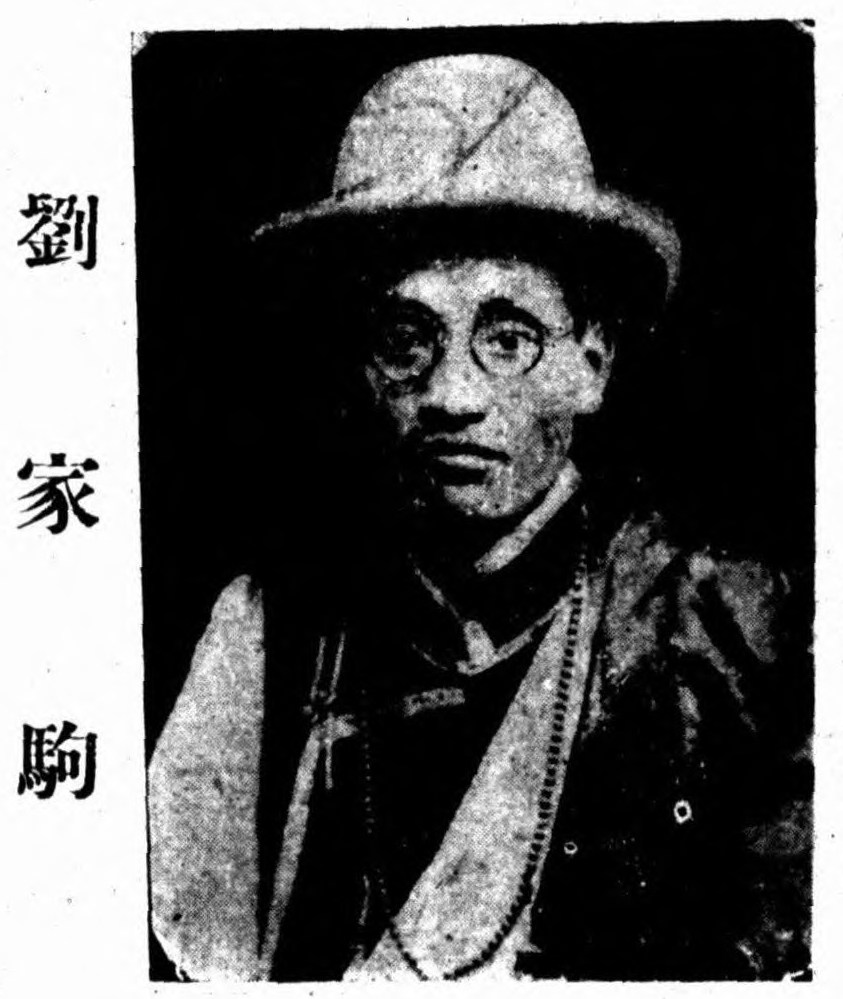
國聞週報肖像

## 生平[7]

### 早年生涯
1900年生于四川省巴安县。其父刘观镛为汉族，母为藏族。1905年，他随父亲刘观镛（时任官话学堂教习）入巴安军粮府办的官话学堂学习汉语，学习两年后开始学习汉文。1910年，入巴安县立高等小学堂学习，三年后毕业。1914年，拜泽登为师，每天早晚走读学习藏文。1915年，入谢楷廷办的私塾学习《琼林》及对联，学习一年。
1916年，他随谢楷廷前往白玉县，继续走读。1917年，在白玉县担任边军营部录事时，因为抵抗藏军东侵，左脚受伤致残。1918年，入巴安华西学校初中班学习藏文、英文及初中课本。1919年，一边读书，一边兼任华西初小国文、图画教员。1920年至1923年，担任华西学校校长。1924年，开办巴安平民益智书报社，设有小图书馆，还自制墨、粉笔等等以教平民写字，并曾创办平民儿童俱乐部，曾任西康巴安国民协进会副会长。1926年，出任巴安县代理教育科长，三年后出任科长。

### 跟随九世班禅
1929年，他应少年时的同学格桑泽仁（1928年出任蒙藏委员会委员）之邀赴南京，入国民政府蒙藏委员会工作，兼任《蒙藏月报》报社藏文股主任。不久，获西藏班禅驻京办事处处长罗桑坚赞赏识，应邀担任班禅办事处秘书。经过罗桑坚赞的介绍，不到两年，便出任九世班禅的高级随员，负责九世班禅的对外翻译工作。其间，他整理了早在巴安写成初稿的《康藏》一书，交由亚细亚学会于1932年出版。他还参与了格桑泽仁发起成立的西康青年励志社举办的西康青年杂志社，并且兼任南京蒙藏学校藏文教师、西藏班禅驻京办事处教务科科长及藏文秘书。1931年，参加中国国民党，成为中国国民党的早期藏族党员之一，并且出席了中国国民党四中全会。1931年，担任蒙藏委员会藏事处第三科科长，兼中央党校藏文教师，还出席了国民政府在洛阳召开的国难会议，并将《康藏的过去和现在》一书分发给与会人士，呼吁他们重视康藏工作。回到南京之后，1932年，任蒙藏委员会委员及九世班禅参议兼随行秘书，并同村晓堪布翻译了藏文典籍《时轮金刚》。
国民政府封九世班禅为“护国宣化广慧圆觉大师”。他虽然仅是九世班禅的秘书，担任翻译工作，但其背后是索本堪布、罗桑坚赞、罗友仁（罗桑坚赞的侄子，时任军务处长），故在以后藏人士为主的班禅行辕内地位稳固。
1933年，担任西康建省委员会委员，并任九世班禅的西陲宣化使公署秘书，随九世班禅先后赴北平、内蒙古、杭州、青海、甘肃等地弘法，启建“时轮金刚大法会”。1935年，九世班禅赴南京参加中国国民党中央会议之后，又赴杭州主持各界举办的“时轮金刚法会”，上海、南京等地政商名流纷纷向九世班禅顶礼，均由他们引见。九世班禅在南京参加所有政治会议，并同蒋介石、戴季陶、陈诚、张群、程潜等人会面时，均由担任翻译，由此在南京政界获得了一定声望。1936年，先后被任命为驻玉树、青康藏三边办事处副处长。
1932年至1937年，他随九世班禅参与了一系列重大宗教活动及国事活动。在宗教方面，参与了数次时轮金刚法会及灌顶等活动。第一次是1932年7月，应乌兰察布盟盟长邀请，九世班禅在百灵庙举办的第五次时轮金刚法会，约37000多人参加。第二次是1932年10月，应段祺瑞邀请，九世班禅在北平国立故宫博物院太和殿举行的第六次时轮金刚法会，约10万人参加。第三次是1933年1月，应戴季陶、居正等人邀请，九世班禅在南京宝华护国圣化隆昌寺为500多名僧俗人士灌顶。第四次是1933年4月，九世班禅在浙江杭州西湖灵隐寺举办的第七次时轮金刚法会，约7万人参加。第五次是1935年2月18日，九世班禅在阿拉善南寺为2000多位僧俗人士念长寿经并灌顶，事后翻译了《无量寿佛灌顶开示》。第六次是1935年3月13日，应青海塔尔寺池巴之请，九世班禅在塔尔寺（即公朋）举办的第八次时轮金刚法会，约5万人参加，详细记述了此次法会。第七次是1936年5月26日，应嘉木样活佛及黄正清裹佑等人邀请，九世班禅在甘肃拉卜楞寺举办的第九次时轮金刚法会，约6万多人参加。
在国事方面，一是1932年12月14日，应蒙藏委员会委员长石青阳之邀，九世班禅在南京谒中山陵，觐见国民政府主席林森、国民政府军事委员会委员长蒋介石以及各部长官。10天之后，九世班禅被国民政府任命为西陲宣化使，被任命为西陲宣化使公署秘书，在国民政府举行了就职典礼。二是九世班禅得知内蒙古王爷德穆楚克栋鲁普受日本引诱之后，随即亲自前往劝说德穆楚克栋鲁普停止自治，并派、罗桑坚赞等人赴庐山向蒋介石报告内蒙古形势。三是1934年随九世班禅参加了国民政府为十三世达赖举办的追悼会。其间，九世班禅被国民政府任命为国民政府委员，并举行了就职典礼，则被任命为西康建省委员会委员。四是1934年6月3日，应上海市市长吴铁城之邀，随九世班禅赴上海参加了三十万人欢迎大会，九世班禅作《蒙藏为中国重要国防》的演讲，由翻译。五是1935年1月26日，随九世班禅到内蒙古阿拉善旗定远营，宣布西陲宣化使公署成立，专责处理来往函电，并于3月19日向蒙藏委员会委员长报告了九世班禅回西藏的计划。同年8月，国民政府行政院任命为护送班禅回藏专使，成立护送专使行署，并且任命了行署参赞和行署参军。

### 九世班禅圆寂与甘孜事件
1937年，在国民政府特派护送班禅回藏大员行署（简称“专使行署”）专使赵守钰的护送下，九世班禅开始西行回后藏的旅程，仍任原职随行。但是，由于国民政府同西藏噶厦在班禅卫队是否同时入藏的问题上相持不下，而且自1936年西安事变后，英国对班禅入藏一事进行阻止，班禅回藏被迫停止。卢沟桥事变爆发后，国民政府无暇他顾，西藏噶厦拒绝班禅入藏态度也愈发坚决，国民政府遂令九世班禅暂驻康定而不入藏。九世班禅忧郁成疾，于1937年12月1日在青海玉树圆寂。
九世班禅圆寂之后，班禅行辕的一两千人顿失依靠。当时，班禅私人的珠宝、翠玉、金银元宝便有六千驮，此外还有张学良、刘湘及国民政府赠送的以及从意大利自购的手枪、步枪一万多支。而班禅卫队仅有不足一个营的兵力，如赵守钰的仪仗队500人撤离之后，力量便更单薄。班禅堪布会议厅经研究决定，为防止青海马步青旅长劫夺班禅遗产，将九世班禅灵柩迁至西康甘孜县暂时停放，请示国民政府办理善后事宜，并派代表班禅行辕赴重庆汇报情况。
赴重庆汇报后，戴季陶决定亲自赴甘孜致祭。戴季陶向国民政府请得三十万元经费，组织“国民政府考试院院长行辕”，不久便自重庆出发赴西康。被戴季陶任命为简任机要秘书兼翻译。国民政府当时认为，正值抗日战争期间，九世班禅灵柩应暂存西康甘孜县，不宜急于送西藏，以免发生事端，扰乱中国大后方的稳定。
戴季陶在西康时，经人提议，准备收孔撒土司德钦旺姆为义女。许崇灝、得知此事后，均认为这会导致政治问题，劝戴季陶停止，又怕孔撒土司德钦旺姆不满，乃答应德钦旺姆称，等戴季陶回到重庆后，再请德钦旺姆赴重庆举行收为义女的仪式，从而借此使此事最终不了了之。
西康的统治者刘文辉本来信奉佛教，每年派员去孔撒熬茶布施。但九世班禅灵柩迁至西康甘孜县后，刘文辉见班禅行辕卫队有一个营的兵力，还有大量武器，宗教信仰又同康北民众相同，生怕班禅方面同康北方面结合成一股反对派力量，动摇自己对西康的统治。正在此时，班禅行辕卫队长益西多吉（孔撒益西）宣布准备同孔撒土司德钦旺姆结婚，实际上是入赘孔撒土司德钦旺姆家。刘文辉遂认为班禅方面准备勾结康北方面地方实力派，长期盘踞康北。这时，刘文辉又得知戴季陶想收孔撒土司德钦旺姆为义女之事，对戴季陶十分不满，甚至没有接受戴季陶约其赴雅安的邀请。
孔撒土司德钦旺姆本来是刘文辉的土兵营长。她知道刘文辉对益西多吉入赘一事不满，刘文辉也曾托劝说德钦旺姆作罢，但德钦旺姆不认为这事关政治。1939年，她仍然同益西多吉结婚，结果刘文辉随即进行武装干预，造成班禅行辕同刘文辉的二十四军的冲突，爆发了甘孜事件。刘文辉手下的甘孜驻军张团袭击班禅行辕时，班禅行辕卫队毫无防范，匆忙撤离，班禅行辕的财物和枪支损失严重。孔撒土司德钦旺姆也率部众随班禅行辕一起撤离。
甘孜事件发生后，刘文辉同班禅堪布会议厅双方均致电重庆国民政府各部会，各执一词，国民政府无法解决。半年之后，班禅行辕率部联合康北的各土司头人，武力夺回甘孜，并攻下炉霍、道孚两座城市，势将取康定。提出了“康人治康”的口号。刘文辉急忙电告蒋介石，请蒋介石阻止班禅行辕前进。但蒋介石收到电报后，仅坐观形势变化，并未及时作出批示。刘文辉驻重庆代表以及张笃伦（曾任刘文辉驻南京高级代表）则利用行政院秘书翁文灝不通边情，向翁文灝建议，请行政院急电班禅行辕，阻止班禅行辕前进。收到电报后，只注意署名为“蒋中正”（当时蒋介石兼任行政院院长），但未注意到其后是“院秘”（“院”为行政院行公文）而不是“侍秘”（“侍”为侍从室发电，为蒋介石知晓），实际上该电蒋介石并不知道。班禅行辕接到该电报后，以为是蒋介石的命令，便停止了前进。不久，张笃伦奉命抵达康定，顺利平息了甘孜事件。事后，班禅方面人员于1939年12月29日将班禅灵柩迁回青海玉树。

### 边疆服务
1940年4月，经西藏噶厦同意，班禅堪布会议厅派秘书长王乐阶率400多人自青海玉树护送九世班禅灵柩回后藏。奉行政院电令，回到重庆述职，并改任蒙藏委员会顾问。同年，出任在重庆的巴安人组织的“东隆会”副会长，并担任班禅驻渝办事处处长。1941年，在国民政府军事委员会的安排下，住在重庆北碚遐光楼，编写《班禅大师集》，并被任命为国民政府军事委员会少将参议。1941年11月，请假回到巴安。
1942年，在巴安县国民协进会第22次年会上，当选副会长。不久，国民政府军事委员会电令返回重庆。乃自盐井至云南叶枝，借口母亲病重而推掉了职务。后来，国民政府军事委员会办公厅主任贺耀组来信同意在云南任职。1942年，受第十一集团军总司令宋希濂召见，被宋希濂任命为高级参议。1943年，在云南叶枝兴办滇康工业社，以生产蜡烛为生。同时，他还写书、作画、种菜、种果树。1944年，巴安驻军816团团长傅德铨在和刘文辉间进行调解，消除了刘文辉对的疑虑，刘文辉乃重新任命为西康省政府顾问。
抗日战争胜利后，随即返回巴安。1946年，赴南京出席制宪国民大会，因大会延期，乃暂任国立中央大学边政系讲师，同时应教育部蒙藏司委托，翻译高小语文教科书。1946年11月，在南京出席了制宪国民大会。1947年，再度出任蒙藏委员会委员，同年还被任命为巴安国民协进会副会长。其间，所著《西藏政教史略》、《康滇藏歌谣集》等书先后出版。 
1948年3月，作为社会贤达出任立法院立法委员。同年5月1日，在南京出席了行宪国民大会和立法院全体委员会议。同时，他还参加了宪政实施促进会以及孙科为首的建国协会，还和他人共同组织了贡嘎学会。后来，由于母亲病重，返回巴安。1948年，西藏发生驱汉事件，刘文辉授意、格桑悦西同西康省代主席张为炯共同维护地方安定，并委托起草了《藏族自治指导委员会组织大纲》，交格桑悦西在西康组织筹备。回巴安后，同巴安各界士绅代表交往密切，还成功调解了巴安同邦达昌之间由于旧有矛盾产生的纠纷。
1949年12月，自格桑悦西处得知，西康藏族自治协进会已经成立，任委员，并且刘文辉已经在彭县通电起义。随之，在巴安参加了“巴安地下党”与“东藏民青”共同组织的各族各界人士迎接解放会议。
1950年7月，奉康定军管会苗逢澍函调，赴康定参加了西康省藏族自治区各族各界人民代表会议的文字翻译工作。同年12月，调任康定民族干部学校藏文教师。1951年，代表康定民族干部学校出席西康省教育工作会议。1952年至1953年，在西康省藏族自治区人民政府翻译室任职。1954年，奉派赴北京参与第一届全国人民代表大会第一次会议及《中华人民共和国宪法》的翻译工作。1955年，调到甘孜藏族自治州人民政府文教处任职，专事翻译教科书。同年，赴北京为第一届全国人民代表大会第二次会议担任翻译。1956年，调到四川省教育厅教育科任职，负责翻译藏文教材。其间，曾赴北京参加全国教育工作会议，受到中华人民共和国国务院总理周恩来接见。1957年，随四川省教育厅干部赴甘孜藏族自治州道孚、炉霍、甘孜调查小学教育，征求对藏文教材的意见。
1957年9月，调任四川民族出版社藏文编辑室主任。1958年，被评为“先进工作者”。1959年，任四川省政协第二届委员会委员，民族宗教成员，并赴北京出席民族出版社工作会议。1962年，因四川民族出版社同四川人民出版社合并，调任四川省民族事务委员会参事室参事。1963年，任四川省政协第三届委员会委员。1964年，参加了四川省文史资料委员会扩大会议。1966年，调回甘孜藏族自治州政协工作。
文化大革命期间，被抄家，被红卫兵押回巴塘劳动，停发工资，仅发生活费。1969年，甘孜藏族自治州革命委员会成立后，为补发了工资。其间，他主要从事学习及接待来访人员。1974年，因病经组织批准，回到巴塘休养。
1977年9月4日，病逝，享年77岁。